# 奥芬豪森 (奥地利)
奥芬豪森（德語：Offenhausen）是奥地利上奥地利州韦尔斯兰县的一个市镇。总面积15平方公里，总人口1530人，人口密度102.0人/平方公里（2005年）。